# Stigliano
Stigliano is een gemeente in de Italiaanse provincie Matera (regio Basilicata) en telt 5345 inwoners (31-12-2004). De oppervlakte bedraagt 210,3 km², de bevolkingsdichtheid is 27 inwoners per km².

## Demografie
Stigliano telt ongeveer 2170 huishoudens. Het aantal inwoners daalde in de periode 1991-2001 met 14,6% volgens cijfers uit de tienjaarlijkse volkstellingen van ISTAT.
| Jaar | Inwoneraantal |
| ---- | ------------- |
| 1991 | 6576          |
| 2001 | 5616          |

## Geografie
De gemeente ligt op ongeveer 909 m boven zeeniveau.
Stigliano grenst aan de volgende gemeenten: Accettura, Aliano, Cirigliano, Craco, Gorgoglione, Montalbano Jonico, San Mauro Forte, Sant'Arcangelo (PZ), Tursi.

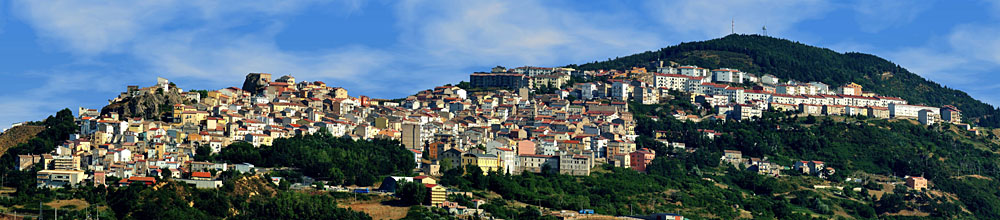
Stigliano

Accettura · Aliano · Bernalda · Calciano · Colobraro · Craco · Ferrandina · Garaguso · Gorgoglione · Grassano · Grottole · Irsina · Matera · Miglionico · Montalbano Jonico · Montescaglioso · Nova Siri · Oliveto Lucano · Pisticci · Policoro · Pomarico · Rotondella · Salandra · San Giorgio Lucano · San Mauro Forte · Scanzano Jonico · Cirigliano · Stigliano · Tricarico · Tursi · Valsinni
1. ↑  https://demo.istat.it/?l=it.